# Caius Calvisius Sabinus (consul en -4)
Pour les articles homonymes, voir Sabinus.
Gaius Calvisius Sabinus (né circa 36 av. J.-C.) est un sénateur romain qui a été nommé consul en 4 av. J.-C.

## Éléments de biographie
Calvisius Sabinus était le fils de Gaius Calvisius Sabinus, qui a été consul en 39 av. J.-C. Suivant les traces de son père, il est présumé avoir été élu comme l'un des Septemviri, probablement peu après 12 av. J.-C., et peut-être après la mort de Marcus Vipsanius Agrippa ou Appius Claudius Pulcher.
Calvisius Sabinus a été élu au consulat en 4 av. J.-C. comme candidat impérial. Au cours de son consulat, il introduit et défend un édit impérial qui renforce les droits des personnes désignées comme des alliés de Rome pour récupérer l'argent qui pourrait leur avoir été extorqué.
Selon les Édits d'Auguste découverts à Cyrène, c'est dans le premier semestre de l'an - 4 que les consuls Calvisius Sabinus et Passienus Rufus ont obtenu du Sénat un sénatus-consulte pour défendre les droits des alliés opprimés par des juges romains.
Ce sénatus-consulte a été rédigé en présence d'Auguste par une commission de sénateurs tirés au sort. Il a été plaidé devant le Sénat par les deux consuls en charge. Il est promulgué par un édit d'Auguste daté de sa XIXe Puissance Tribunitienne (1er juillet - 5 à 1er juillet - 4), sous le consulat de Calvisius Sabinus et Passienus Rufus, consuls en l'an - 4. L'édit et le sénatus-consulte sont donc à dater du premier semestre de l'an - 4.
Calvisius Sabinus a au moins eu un fils, Gaius Calvisius Sabinus, qui est élu consul en l'an 26.